# 邦題
邦題（ほうだい）は、日本以外の映画名、書籍名、楽曲名などを日本語で付け直したものである。これに関連して、本来の作品名のことを「原題」という。
直訳や意訳、カタカナ転写も邦題であるが、本項では意味が著しく異なるものを特に取り上げる。

## 邦題の変化
最近では（おもに1990年代後半以降）、「一見外国語表記だが、原題とは全く違う」邦題が付けられることも増えてきている。

## 著しく原題と異なる著名な邦題の例

### 小説・絵本
- アラビアンナイト(原題『ペルシャ語: هزار و یک شب』、直訳は「千夜一夜物語」) - 直訳のタイトルでも出版されることがある。
- 赤毛のアン(原題『Anne of Green Gables』、直訳は「緑の切妻屋根」。)
- アラバマ物語(原題『To Kill a Mockingbird』、直訳は「マネシツグミを殺すこと」。)
- 『おばけのバーバパパ』（原題『Barbapapa』。翻訳者の山下明生によると『オバケのQ太郎』を意識したものだとのこと[2]）
- 『しろいうさぎとくろいうさぎ』（原題『The Rabbit's Wedding』〈うさぎのけっこん〉。ネタバレ回避のため変更[3]）

### 音楽
- 平均律クラヴィーア曲集(原題『Das Wohltemperierte Klavier』、直訳は「心地よい鍵盤楽器」などという意味) - 平均律で調律された鍵盤楽器用曲集だろうという臆測による意訳だと言われる。
- 真実 (アルバム)(原題、直訳は長いので省略) - 原題は発表時に世界一の長さとされたが、日本語版は「真実」と短い。

### テレビ番組
- 宇宙大作戦(原題『Star Trek』、直訳は「宇宙開拓」などという意味) - 後の邦題は原題をカタカナ転写した「スター・トレック」とされている。
- スパイ大作戦(原題『Mission: Impossible』、直訳は「不可能な作戦」などど言う意味） - 後の邦題は原題をカタカナ転写した「ミッション・インポッシブル」とされている。
- 新ビバリーヒルズ青春白書(原題『90210』、数字の意味はビバリーヒルズの郵便番号） - 前作のビバリーヒルズ高校白書と同様に90210という文字は邦題には全く含まれていない。

### 映画
- 『インビジブル』（原題『The Hollow Man』[1]）
- 『カル』（原題『tell me something』。韓国映画とすぐわかる題にするため、邦題は朝鮮語を用いた[1]。意味は「刀」）
- 『グリーン・デスティニー』（原題『Crouching Tiger, Hidden Dragon』[1]）
- 『ステューピッド・イン・ニューヨーク』（原題『Kicked in The Head』[1]）
- 『マーシャル・ロー』（原題『The Siege』[1]）
- 『マイティ・ソー バトルロイヤル』（原題『Thor: Ragnarok』）
- 『塔の上のラプンツェル』（原題『Tangled』）
- 『ワイルド・スピード』（原題『The Fast and the Furious』）
- 『マイ・インターン』（原題『The Intern』）
- 『シンクロナイズドモンスター』（原題『Colossal』）
- 『紅海リゾート -奇跡の救出計画-』（原題『The Red Sea Diving Resort』）
- 『でっかくなっちゃった赤い子犬 僕はクリフォード』（原題『Clifford the Big Red Dog』）
- 『バス男』(原題『Napoleon Dynamite』) - ただし、後に問題とされ『ナポレオン・ダイナマイト』と単純な原題のカタカナ転写に改題される。
- 『アナと雪の女王』(原題『Frozen』)
- 『ベイマックス』(原題『Big Hero 6』)